# Ernesto Parellada
Ernesto Juan Parellada (Rosario, 4 de julio de 1921-desconocido) fue un abogado argentino. Se desempeñó como ministro de Industria y Minería de la Nación Argentina entre 1972 y 1973 en el gobierno de facto de Alejandro Agustín Lanusse.

## Biografía
Estudió abogacía en la Facultad de Ciencias Jurídicas y Sociales de la Universidad Nacional del Litoral, graduándose en 1947.
En 1940 ingresó a la administración pública. Estuvo a cargo del Departamento de Crédito a Largo y Mediano Plazo del Banco de Crédito Industrial entre 1946 y 1948, desempeñándose luego como gerente del Crédito Ordinario.
En 1949, durante la intervención federal de Dalmiro Adaro, fue subsecretario de Finanzas de la provincia de Santa Fe. Entre 1951 y 1954 trabajó en la Dirección Nacional de Planificación como integrante de los equipos de estudio y programación industrial y financiera.
En 1958 fue asesor del presidente Arturo Frondizi, y entre 1959 y 1960 fue asesor en la Dirección de Inversiones y Radicación de Capitales Extranjeros. Luego fue director nacional de Promoción Industrial en la Secretaría de Industria y Minería del Ministerio de Economía de la Nación. Entre 1962 y 1963, durante la presidencia de José María Guido, fue subsecretario de Industria.
Luego se desempeñó en organismos internacionales como la Asociación Latinoamericana de Libre Comercio (ALALC) y la Comisión Económica para América Latina y el Caribe (CEPAL), como así también en el Consejo Federal de Inversiones. En el sector privado, fue asesor en diversas empresas.
En marzo de 1972, fue designado ministro de Industria y Minería de la Nación por el presidente de facto Alejandro Agustín Lanusse, luego de que el gabinete fuera reestructurado tras un gran paro de la CGT. Bajo su gestión se creó el Registro Industrial de la Nación.
Años más tarde fue presidente de la Cámara de la Industria Aceitera de la República Argentina (CIARA).

## Obra
- La industria automotriz en la Argentina. CEPAL (1970).[7]